# Japanagallia longa
Japanagallia longa är en insektsart som beskrevs av Cai och He. Japanagallia longa ingår i släktet Japanagallia och familjen dvärgstritar. Inga underarter finns listade i Catalogue of Life.